# Felix Schrader
Felix Schrader (* 1. März 1997 in Hannover) ist ein deutscher Para-Eishockeyspieler. Er spielt seit 2011 in der deutschen Nationalmannschaft und ist Stürmer bei den ERC Hannover Ice Lions. Er zählt zu den prägenden Spielern des deutschen Para-Eishockeys (früher Sledge-Eishockey).

## Karriere

### Verein
Schrader entwickelte sich schnell zum Top‑Scorer bei den Ice Lions. Er gewann mit dem Team mehrfach die Deutsche Para-Eishockey‑Liga (u. a. 2022/23, 2023/24, 2024/25).

### International
Mit 14 Jahren debütierte Schrader 2011 als jüngster Spieler der A‑Nationalmannschaft. Auch in der deutschen Para-Eishockey-Nationalmannschaft entwickelte er sich rasch zu einem Leistungsträger. Mit seiner offensiven Durchschlagskraft wurde er frühzeitig einer der Topscorer des Teams und übernahm zunehmend Verantwortung als Führungsspieler auf und neben dem Eis.

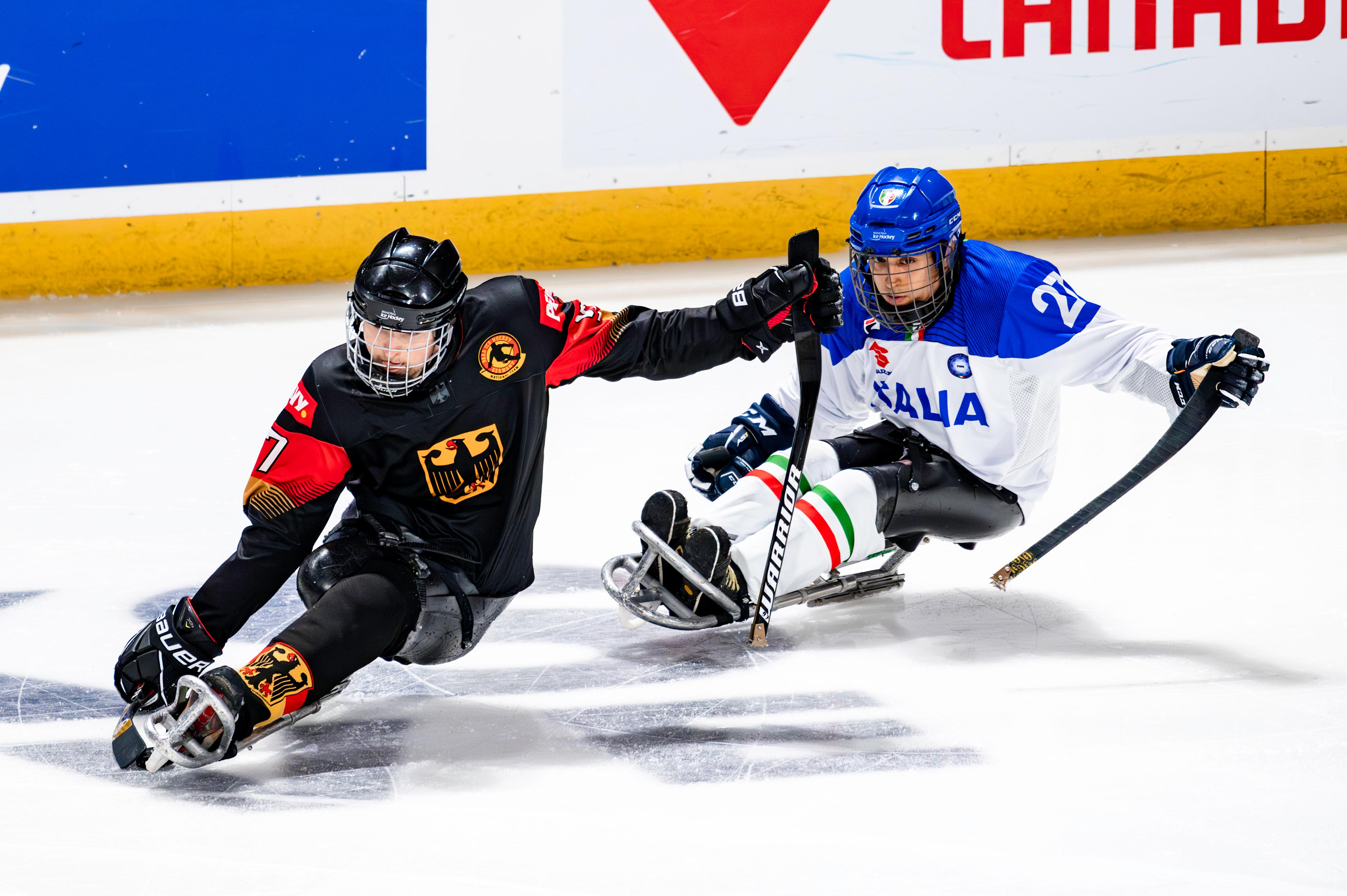
Felix Schrader im Länderspiel gegen Italien bei der WM in Moose Jaw, Kanada

### Spielstil
Auf der Position des linken Flügels zählt Schrader zu den offensiven Schlüsselspielern seines Teams. Als linker Stürmer bringt er seine Schnelligkeit und Technik gezielt im Angriffsdrittel ein und sorgt regelmäßig für Torgefahr.
Schrader ist bekannt für sein Tempo und Scoring-Qualitäten. Er zeichnet sich vor allem durch seine außergewöhnliche Geschwindigkeit auf dem Eis aus. Sein Spiel ist geprägt von explosiven Antritten und hoher Wendigkeit, mit denen er gegnerische Verteidiger regelmäßig unter Druck setzt. Neben seiner Schnelligkeit bringt er ein hohes Maß an technischer Finesse mit – sowohl im Puckhandling als auch im Passspiel. Durch seine dynamische Spielweise ist er besonders in Umschaltsituationen gefährlich und sorgt regelmäßig für offensive Impulse. Sein Tempodribbling und sein Gespür für Räume machen ihn zu einem schwer berechenbaren Akteur im Para-Eishockey.

### Statistik und Erfolge

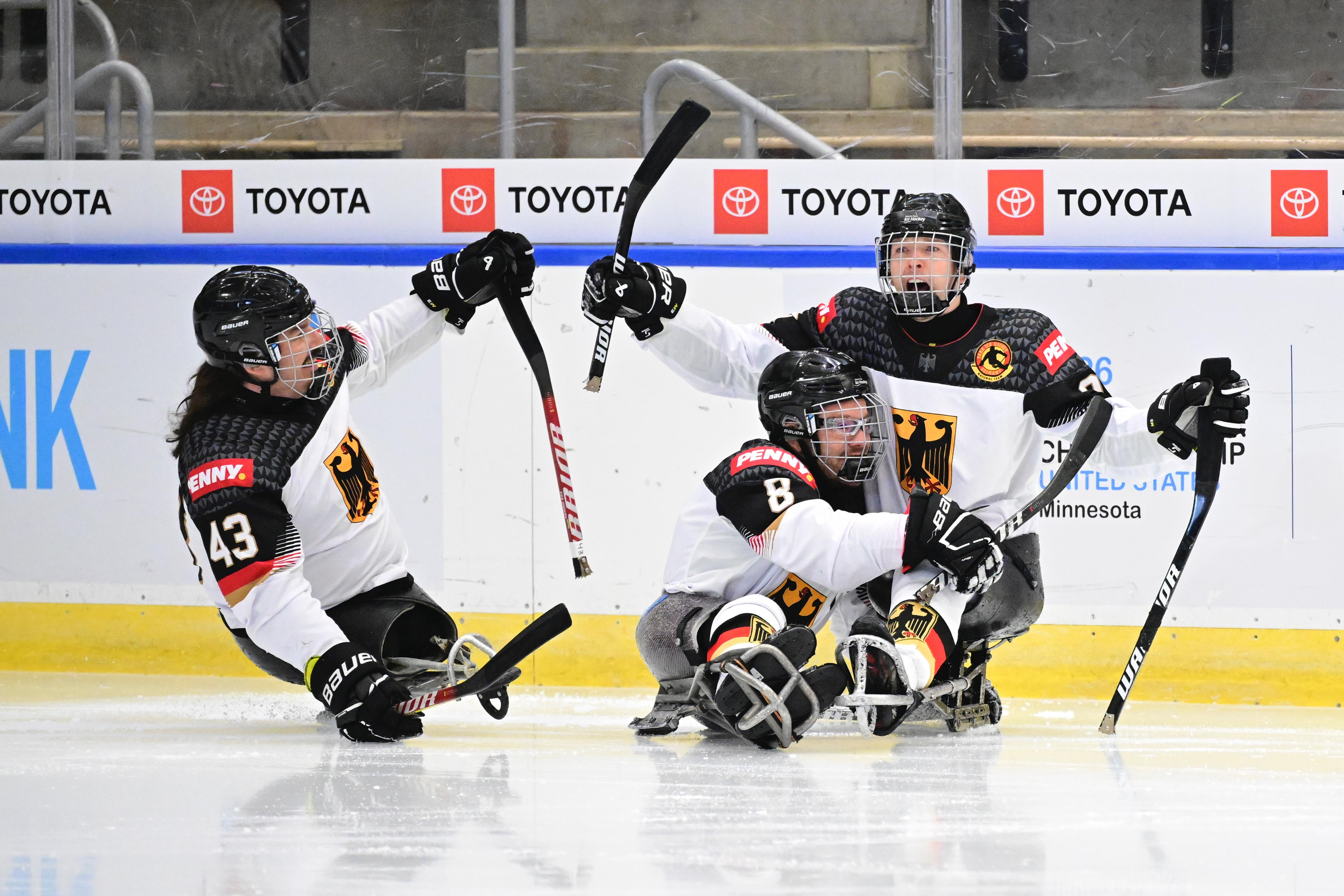
Felix Schrader jubelt nach seinem Tor bei der WM in Buffalo, USA

| Jahr                             | Wettbewerb                  | Ort                      | Platzierung                          |
| Anstehende Paralympics Teilnahme |                             |                          |                                      |
| 2026                             | Paralympische Winterspiele  | Mailand/Cortina, Italien | –                                    |
| Weltmeisterschaften              |                             |                          |                                      |
| 2025                             | A-Weltmeisterschaft         | Buffalo, USA             | 5. Platz (Qualifikation für Olympia) |
| 2024                             | B-Weltmeisterschaft         | Skien, Norwegen          | 2. Platz (Silber)                    |
| 2023                             | A-Weltmeisterschaft         | Moose Jaw, Kanada        | 8. Platz                             |
| 2021                             | B-Weltmeisterschaft         | Östersund, Schweden      | 2. Platz (Silber)                    |
| 2017                             | A-Weltmeisterschaft         | Gangneung, Südkorea      | 7. Platz                             |
| 2015                             | A-Weltmeisterschaft         | Buffalo, USA             | 6. Platz                             |
| 2013                             | B-Weltmeisterschaft         | Nagano, Japan            | 1. Platz (Gold)                      |
| Europameisterschaften            |                             |                          |                                      |
| 2016                             | Europameisterschaft         | Östersund, Schweden      | 6. Platz                             |
| Qualifikation Paralympics        |                             |                          |                                      |
| 2021                             | Qualifikationsturnier       | Berlin, Deutschland      | 3. Platz (Bronze)                    |
| 2017                             | Qualifikationsturnier       | Östersund, Schweden      | 4. Platz                             |
| 2013                             | Qualifikationsturnier       | Turin, Italien           | 4. Platz                             |
| Deutsche Meisterschaften         |                             |                          |                                      |
| 2025                             | Deutsche Para-Eishockeyliga | Berlin, Deutschland      | 1. Platz                             |
| 2024                             | Deutsche Para-Eishockeyliga | Berlin, Deutschland      | 1. Platz                             |
| 2023                             | Deutsche Para-Eishockeyliga | Berlin, Deutschland      | 1. Platz                             |
| 2022                             | Deutsche Para-Eishockeyliga | Dresden, Deutschland     | 2. Platz                             |
| 2020                             | Deutsche Para-Eishockeyliga | Dachau, Deutschland      | 2. Platz                             |
| 2019                             | Deutsche Para-Eishockeyliga | Wiehl, Deutschland       | 2. Platz                             |
| 2018                             | Deutsche Para-Eishockeyliga | Kamen, Deutschland       | 3. Platz                             |
| 2017                             | Deutsche Para-Eishockeyliga | Bremen, Deutschland      | 2. Platz                             |
| 2016                             | Deutsche Para-Eishockeyliga | Bremen, Deutschland      | 4. Platz                             |
| 2015                             | Deutsche Para-Eishockeyliga | Bremen, Deutschland      | 3. Platz                             |
| 2014                             | Deutsche Para-Eishockeyliga | Köln, Deutschland        | 2. Platz                             |
| 2013                             | Deutsche Para-Eishockeyliga | Köln, Deutschland        | 3. Platz                             |
| 2012                             | Deutsche Para-Eishockeyliga | Hannover, Deutschland    | 1. Platz                             |
| 2011                             | Deutsche Para-Eishockeyliga | Hannover, Deutschland    | 1. Platz                             |
| 2010                             | Deutsche Para-Eishockeyliga | Hannover, Deutschland    | 1. Platz                             |

### Auszeichnungen
- Sportlermedaille des Landes Niedersachsen 2010 für sportliche Leistung in der Mannschaft